# Första Thessalonikerbrevet

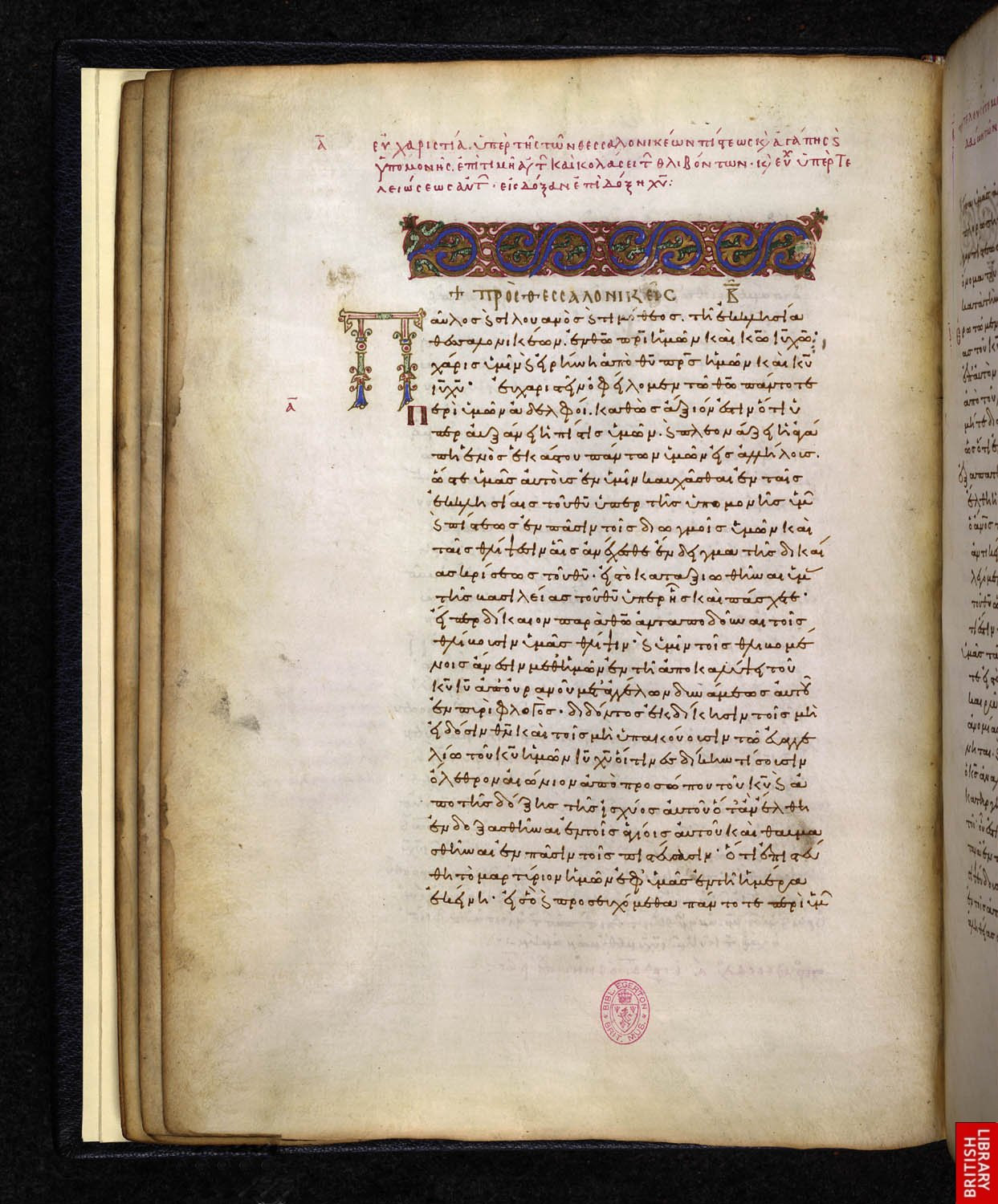
Brevets första sida i Minuskel 699 med titeln προς Θεσσαλονικείς, "Till Thessalonikerna".

Första Thessalonikerbrevet är ett av aposteln Paulus tidigaste brev och skrevs troligen år 50 e.Kr. under apostelns vistelse i Korinth. Brevet ingår i Nya Testamentet och är ställt till den församling som enligt Apostlagärningarna 17 grundades av Paulus i staden Thessaloniki i norra Grekland. Församlingen bestod av de judar och greker som omvändes under och efter Paulus tre veckor långa vistelse i stadens synagoga. Paulus undervisning om Jesus som Messias splittrade den judiska församlingen på platsen och ledde till ett upplopp som ledde till att några av de troende, däribland en viss Jason, greps för att senare släppas mot borgen. Församlingen levde sedan vidare i Jasons hus.